# Ли Ёнгиль
Ли Ёнгиль (кор. 리영길; примерно 1952) — северокорейский военачальник. Считается, что стал генералом примерно в возрасте 60 лет. В начале 2016 года появились сообщения о его смерти путём повешения по указанию Ким Чен Ына, опровергнутые в мае того же года.

## Известная биография
Ли стал генерал-лейтенантом в апреле 2002 года и был во главе 3-го армейского корпуса передового развёртывания с 2002 по 2007 год, а позднее — во главе 5-го армейского корпуса с 2007 по 2012 года. Он был повышен до генерала-полковника и избран кандидатом в члены ЦК Трудовой партии Кореи в 2010 году.
Ли был назначен главой штаба сухопутных войск Корейской народной армии в августе 2013 года и в то же время был повышен до генерала.
В начале февраля 2016 года южнокорейское новостное агентство Ёнхап сообщило, что Ли был повешен по причине якобы коррупции и формирования политической группировки.
На VII съезде Трудовой партии КНДР было объявлено о том, что кандидатура Ли Ёнгиля выдвинута в политическое управление центрального комитета партии.